# Lophomus sakamania
Lophomus sakamania är en mångfotingart som först beskrevs av Ottis Robert Causey 1972.  Lophomus sakamania ingår i släktet Lophomus och familjen Conotylidae. Inga underarter finns listade i Catalogue of Life.